# XTX
XTX는 컴퓨터 온 모듈(COM) 표준으로, X86 기반 임베디드 장치에 사용된다. XTX는 PCI 익스프레스, SATA, LPC 기능을 추가한다. 이 표준은 어드밴텍 코퍼레이션(Advantech Corporation), 앰프로(Ampro) 및 Congatec에 의해 제정되었다.
| v • d • e • h | ETX                        | XTX                                       | COM 익스프레스 (타입 2) |
| 크기 | 95 × 114 mm (3.7 × 4.5 in) | 95 × 114 mm (3.7 × 4.5 in) (ETX 풋프린트) | - 110 × 155 mm (4.3 × 6.1 in) (확장형) - 95 × 125 mm (3.7 × 4.9 in) (기본형) - 95 × 95 mm (3.7 × 3.7 in) (소형) - 55 × 84 mm (2.2 × 3.3 in) (미니) |
| 레거시1 지원 | 완전 레거시                | ISA 제외 레거시                           | ISA 제외 레거시 |
| PCI 익스프레스 지원 | -                          | 4 레인                                    | 최대 6 레인 (기본) |
| PCI 익스프레스 그래픽 지원 | -                          | -                                         | 최대 16 레인 |
| 이더넷 지원 | 10/100                     | 10/100                                    | 10/100/1000 |
| IDE 지원 | 2 IDE, 2 직렬 ATA2         | 2 IDE, 4 직렬 ATA                         | IDE, 4 직렬 ATA |
| LPC 지원 | -                          | 예                                        | 예 |
| USB 지원 | 4 USB                      | 6 USB                                     | 8 USB |
| 오디오 지원 | 라인 인/아웃, 마이크       | AC'97, 라인 인/아웃, 마이크               | AC'97, 라인 인/아웃, 마이크, AC'97 디지털, HDA |
| 전원 | 5V, 5VSB                   | 5V, 5VSB                                  | 12V, 5VSB |
| 참고: 1. "레거시"는 ISA 버스, RS-232 직렬, IEEE 1284 병렬, 플로피, PS/2 키보드 & 마우스와 같은 구형 PC 주변기기 및 버스를 의미한다. 2. ETX 3.0은 보드의 상단 커넥터를 통해 직렬 ATA를 추가한다. |                            |                                           | |